# Exodus (formație)
Exodus este o formație americană de thrash metal din San Francisco, California formată în anul 1979 de Gary Holt, actualul chitarist al formației Metallica Kirk Hammett și bateristul Tom Hunting.
Cu o cariera care se intinde pe mai bine de 30 de ani, Exodus a trecut prin mai multe schimbări de componență, două pauze extinse și prin moartea a doi membri. Cu 9 albume de studio, 2 albume live și 2 albume compilație, Exodus a lansat 13 albume de la debutul din 1985. Gary Holt rămâne singurul membru constant al trupei și apare pe toate albumele. Toboșarul Tom Hunting este unul dintre membrii fondatori ai trupei și a plecat de două ori, însă s-a întors și face parte din line-up. Cel mai recent album al trupei este Persona Non Grata , lansat în 2021.

## Istorie

### Primii ani (1982–1991)
În 1982, în formație erau incluși Kirk Hammett și Gary Holt la chitară, Paul Baloff la vocalize, Jeff Andrews la bas și Tom Hunting la baterie. Cu acest line-up a apărut prima lor înregistrare denumită 1982 Demo. Aceasta a fost singura înregistrare a lui Hammett cu trupa. În 1983 Hammett a părăsit trupa pentru a se „înrola” în Metallica și a fost înlocuit de Rick Hunolt și Rob McKillop la inlocuit pe Andrews la bas. Cu această componență și-au înregistrat primul album Bonded by Blood în 1985.
Imediat dupa lansare, Baloff a fost înlocuit cu Steve „Zetro” Souza, care a lucrat și cu trupa din San Francisco Legacy (care mai târziu cu cooptarea lui Chuck Billy s-a numit Testament). Mai târziu Baloff a format o trupă numită Piranha (după o melodie de pe albumul înregistrat cu Exodus). Componența a rămas stabilă pe următoarele câteva albume dar nu au obținut succesul pe care l-ar fi meritat. După lansarea a încă 2 albume (Fabulous Disaster și Impact is Imminent), trupa și-a lansat primul album live Good Friendly Violent Fun.

### Force of Habit, hiatusul, și reformarea (1991–2004)
După lansarea albumui Good Friendly Violent Fun, trupa a concertat sporadic pentru un an și a lansat un album numit Force of Habit. A fost o depărtare de la sound-ul lor clasic de Thrash metal spre un sound mai încet, mai lent și mai Heavy. Melodia Architect of Pain este probabil cea mai lungă (peste 11 minute) și mai înceată melodie pe care au înregistrat-o vreodată. După câțiva ani în care au luat-o mai încet au mai înregistrat un album live în 1997 numit Another Lesson in Violence cu vocalizele lui Paul Baloff. Imediat după, Exodus s-a dezintegrat din nou, în parte cu rezilierea contractului cu Century Media din cauza felului în care a fost promovat albumul live și în parte cu abandonarea unui concert live înregistrat dar nelansat datorită unor dispute financiare.
În 2001, Exodus s-a reformat din nou, inițial pentru a cânta pentru Chuck Billy (vocalistul de la Testament) în cadrul mega concertului Thrash of the Titans pentru tratarea lui Billy de cancer testicular. Au fost niște zvonuri cu înregistrarea unui noi album și continuarea cu câteva concerte prin câteva cluburi din jurul San Francisco Bay Area. În februarie 2002 Paul Baloff a murit, iar Steve Souza, fostul vocalist, a fost cooptat de trupa pentru a-i ajuta cu restul concertelor. Deși se părea că odată cu moartea lui Baloff și Exodus se va stinge, Gary a decis să lanseze cu trupa un nou album. Rezultatul a fost Tempo of the Damned lansat cu Nuclear Blast Records. În sesiunile de înregistrare a fost o melodie "Crime Of The Century" care a fost scoasă de pe album în circumstanțe misterioase. Melodia era despre timpul în care trupa era sub tutela Century Media (la care Nuclear Blast este un apendice). Deși a fost negat public, zvonurile cum că Century Media a extras melodia fraudulos apăruseră deja. "Crime Of The Century" a fost înlocuită cu "Impaler", o melodie ce fusese înregistrată în perioada în care Kirk era în trupă și care a apărut și pe live-ul Another Lesson In Violence.

### Evenimentele recente (2005–prezent)
În 2005, Hunolt a decis să plece din trupă și să se concentreze pe viața de familie. A fost înlocuit de Lee Altus. Tom Hunting a părăsit trupa din cauza acelorași probleme nervoase care l-au făcut să plece și în 1989. Hunting a fost înlocuit cu Paul Bostaph care cântase cu Slayer și Testament. Souza a plecat și el în 2005 datorită unor dispute. Steev Esquivel a servit ca și vocalist, (ex-Defiance si Skinlab) însă a fost repede înlocuit de Rob Dukes a cărui vocalize apar pe prima performanță înregistrată a trupei Shovel Headed Kill Machine. Acest album a servit ca exemplu pentru ce va urma în următoarele turnee în SUA și Europa, Japonia și pentru prima lor vizită în Australia. Tom Hunting s-a întors la trupă în Martie 2007.
Trupa și-a lansat cel de-al 8-lea album denumit The Atrocity Exhibition... Exhibit A, în 2007 și au cântat la festivalul Wacken Open Air în 2008. În Aprilie 2009, Exodus au început un tur cu Kreator (cele 2 fiind formațiile principale) cu Belphegor, Warbringer, și Epicurean în deschidere. 
Au cântat în deschiderea formației Arch Enemy. Turul a fost completat și de Arsis și Mutiny Within.
Trupa a re-lansat albumul lor din 1985 Bounded by Blood cu denumirea de Let There By Blood (LTBB). 
Albumul Exhibit B: The Human Condition a fost înregistrat în Carolina de Nord de producătorul englez (care a lucrat și cu Megadeth, Arch Enemy și Kreator) și a fost lansat prin Nuclear Blast Records în Mai 2010.
Trupa va participa la Thrashfest cu Kreator, Suicidal Angels și Death Angel și va participa și la Wacken Open Air 2011.

## Membri

### Membri curenți
- Steve Souza – (1986–1994, 2002–2004, 2014-prezent)
- Gary Holt – Chitară (1980–1993, 1997–1998, 2001–prezent)
- Lee Altus – Chitară (2005–prezent)
- Jack Gibson – Chitară bas (1997–1998, 2001–prezent)
- Tom Hunting – Baterie (1980–1989, 1997–1998, 2001–2004, 2007–prezent)

### Vocaliști
- Paul Baloff – (1982–1986, 1997–1998, 2001–2002) (decedat)
- Rob Dukes – Vocalize (2005–2014)

### Chitariști
- Rick Hunolt – (1983–1993, 1997–1998, 2001–2005)

### Chitariști bas
- Rob McKillop – (1983–1991)
- Michael Butler – (1992–1994)
- Cliff Burton + anterior Metallica

### Bateriști
- John Tempesta – (1989–1993)
- Paul Bostaph – (2005–2007)

### Muzicieni cu care n-au lansat albume
- Kirk Hammett – (1980–1983)(a apărut pe primele demo-uri)
- Evan McCaskey – (1983) (decedat)
- Steev Esquivel – (2004)
- Keith Stewart – (1980–1981)

## Discografie
- Bonded by Blood (1985)
- Pleasures of the Flesh (1987)
- Fabulous Disaster (1988 în Europa; 1989 în Statele Unite)
- Impact is Imminent (1990)
- Force of Habit (1992)
- Tempo of the Damned (2004)
- Shovel Headed Kill Machine (2005)
- The Atrocity Exhibition... Exhibit A (2007)
- Let There Be Blood (2008)
- Exhibit B: The Human Condition (2010)
- Blood in, Blood out (2014)
- Persona Non Grata (2021)